# 55 Water Street
55 Water Street este o clădire ce se află în New York City.

## Legături externe
- Site web oficial
- Emporis